# زائدة إبرية (عظم صدغي)
الزائدة الإبرية للعظم الصدغي أو الناتيء الإبري للعظم الصدغي (بالإنجليزية: Temporal styloid process)‏ هي ناتئ عظمي يمتد إلى الأسفل من العظم الصدغي أسفل الأذن مباشرة.

## التركيب
الزائدة الإبرية هي ناتئ عظمي رفيع أسفل الأذن مباشرة، وتبرز للأسفل والأمام من السطح السفلي للعظم الصدغي. وتعمل كنقطة ارتكاز لعدد من العضلات المرتبطة باللسان والحنجرة.
جزء الزائدة القريب محاط بالجزء الطبلي للعظم الصدغي، بينما جزؤها البعيد يعطي اتصالا لكل من:
- الرباط الإبري اللامي.
- الرباط الإبري الفكي.
- العضلة الإبرية اللسانية.
- العضلة الإبرية اللامية.
- العضلة الإبرية البلعومية.

## التطور الجنيني
تنشأ الزائدة الإبرية من التعظم داخل غضروف من القوس البلعومية الثانية.

## صور إضافية

صورة متحركة تظهر فيها الزائدة الإبرية للعظم الصدغي على كل جانب باللون الأحمر.
صورة متحركة تظهر فيها الزائدة الإبرية للعظم الصدغي الأيسر باللون الأحمر.
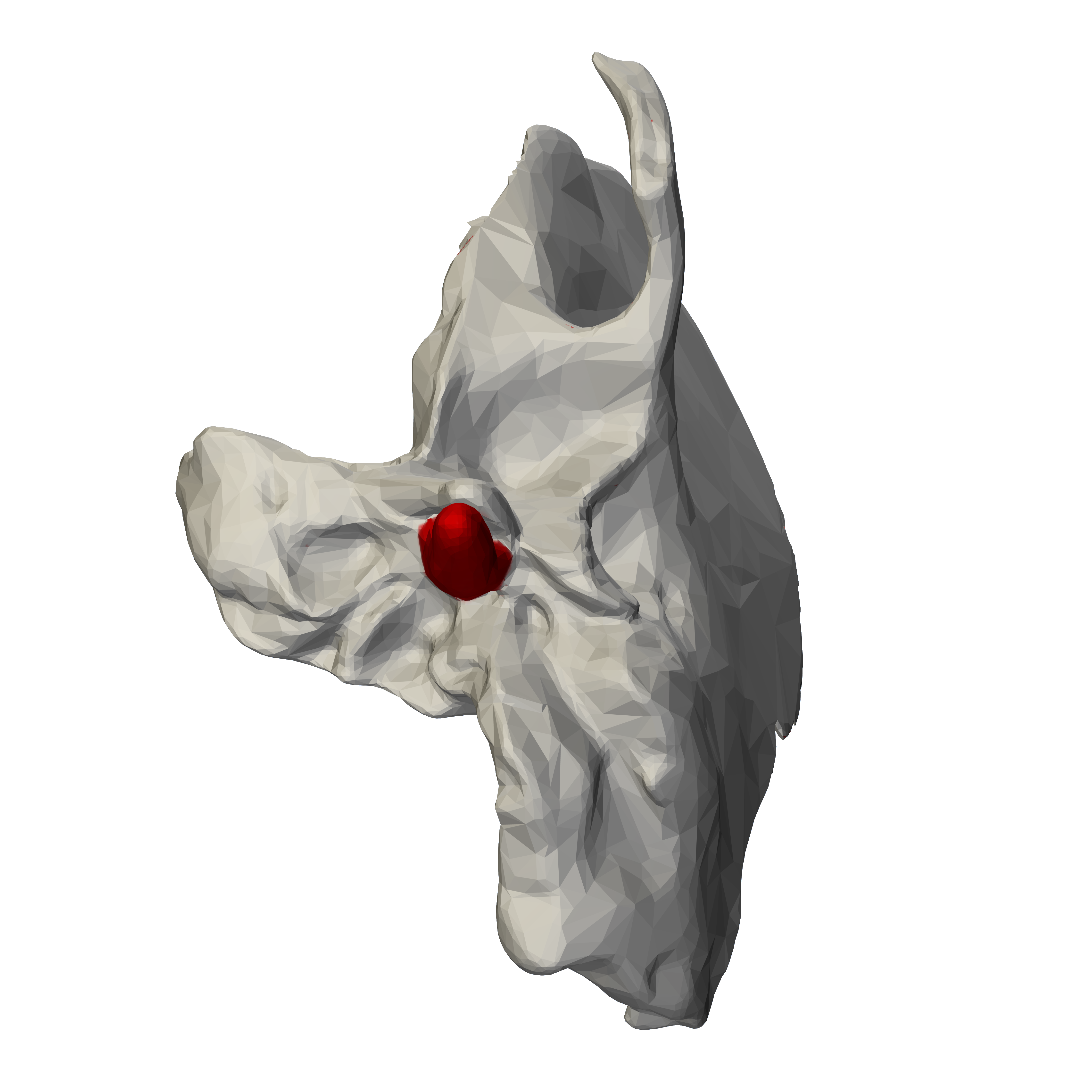
السطح السفلي للعظم الصدغي الأيسر يظهر فيها الزائدة الإبرية باللون الأحمر..
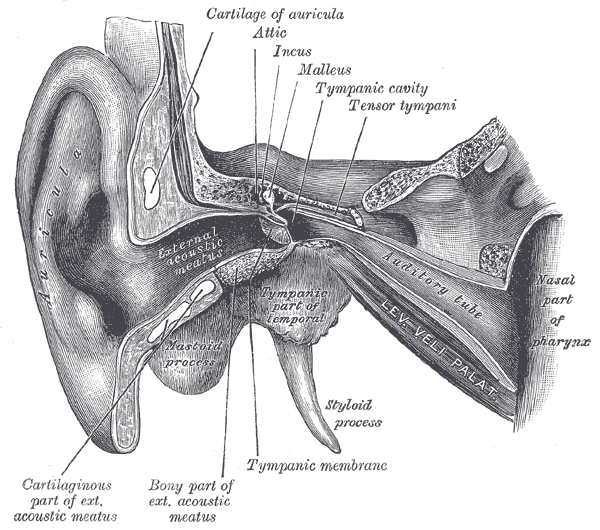
الأذن الخارجية والوسطى على الجانب الأيمن مفتوحة من الأمام. (الزائدة الإبرية في الوسط بالأسفل).
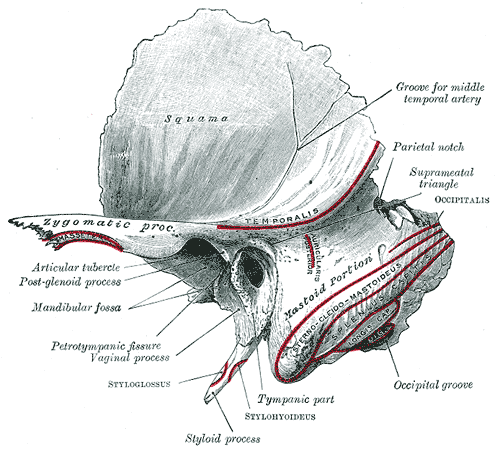
السطح الخارجي للعظم الصدغي الأيسر. (الزائدة الإبرية في الوسط بالأسفل).